# Arthur Schmidt
Arthur Robert Schmidt (ur. 17 czerwca 1937 w Los Angeles, zm. 5 sierpnia 2023 w Santa Barbara) – amerykański montażysta filmowy.
Syn Arthura P. Schmidta, montażysty filmowego dwukrotnie nominowanego do Oscara. W latach 60. pracował jako nauczyciel języka angielskiego w Hiszpanii, niedługo po śmierci ojca w 1965 roku zaproponowano mu staż w studiu Paramount Pictures. 
W 1970 roku współpracował z Dede Allen jako montażysta filmu pod tytułem Mały Wielki Człowiek, a w 1976 roku wraz z Jimem Clarkiem pracował przy filmie pod tytułem Maratończyk. W 1985 roku Robert Zemeckis zaproponował mu stanowisko montażysty serii filmów Powrót do przyszłości. W 2008 roku przeszedł na emeryturę.

## Filmografia
- 1979: Jericho Mile, The
- 1980: Córka górnika
- 1985: Powrót do przyszłości
- 1988: Kto wrobił królika Rogera?
- 1989: Powrót do przyszłości II
- 1990: Powrót do przyszłości III
- 1994: Forrest Gump
- 1997: Kontakt
- 2000: Co kryje prawda
- 2000: Cast Away: Poza światem
- 2003: Piraci z Karaibów: Klątwa Czarnej Perły
- 2007: Beowulf
- 2012: Here There Be Monsters

## Nagrody
Został dwukrotnie uhonorowany Oscarem (za filmy Kto wrobił królika Rogera? i Forrest Gump). Otrzymał także nagrodę Emmy i trzy nagrody Eddie.
W 1980 roku był nominowany do Oscara za montaż filmu Córka górnika.